# Forchhammeria
Forchhammeria é um género botânico pertencente à família Capparaceae.
1. ↑  «Forchhammeria — World Flora Online». www.worldfloraonline.org. Consultado em 19 de agosto de 2020